# Війна (фільм, 1994)
Війна (англ. The War) — драма режисера Джона Евнета. В головних ролях Кевін Костнер і Елайджа Вуд.
Фільм розповідає історію ветерана війни у В'єтнамі і його сім'ї.

## Сюжет
Лідія Джоан Сіммонс розповідає свої спогади дитинства. Вона вже давно доросла людина, якій довелося пережити нелегке дитинство. Лідія згадує всіх своїх друзів, з якими вона проводила дуже багато часу, свого молодшого брата, маму й тата. Її батько — колишній військовий, який пішов у відставку після війни у В'єтнамі. Після бойових дій, які йому довелося пережити, життя його пішло під укіс. Він практично не бував вдома, роботу знайти він не зміг. Головна проблема, з якою він не міг впоратись — порушена психіка. Після всього, що йому довелося побачити на війні, він, в буквальному сенсі, втратив розум.

## Знімались
- Елайджа Вуд — Стю Сіммонс
- Кевін Костнер — Стівен Сіммонс
- Мер Віннінгем — Лоіс Сіммонс
- Лексі Рендалл — Лідія Сіммонс
- ЛаТоя Чішлом — Елведін
- Крістофер Феннел — Біллі Ліпнікі
- Лукас Блек — Ебб Ліпнікі
- Вілл Вест — Лестер Лакет
- Брюс А. Янг — Мо Генрі
- Крістін Баранскі — Місс Страпфорд